# Уманский, Мориц Борисович
Мориц Борисович Уманский (8 марта 1907, Житомир — 19 декабря 1948, Киев) — советский художник театра и кино. Лауреат Сталинской премии второй степени (1948).

## Биография
Родился 23 февраля (8 марта) 1907 года в Житомире, Изяславская губерния, Российская империя.
Творческую деятельность начал в 1923 году как художник театра. В 1930 году окончил Киевский художественный институт.
С 1931 года работал на Киевской киностудии, с 1941 года — главный художник.
Умер 19 декабря 1948 года в Киеве.

### Семья

Могила Морица Уманского на Байковом кладбище

- Жена Галина Моисеевна Зак (1908—1984), художница.
  - Сын — Генрих Уманский, художник-мультипликатор и художник-постановщик Творческого объединения художественной мультипликации киностудии «Киевнаучфильм» (1966—1992) и студии «Борисфен», Заслуженный художник Украины (2010)[1].

## Театральные работы
В КУАДТ имени И. Я. Франко
- 1939 — «Украденное счастье» И. Я. Франко
- 1945 — «Маруся Богуславка» М. П. Старицкого
- 1948 — «Двенадцатая ночь» У. Шекспира

В КТРД имени Леси Украинки
- 1946 — «Каменный хозяин» Леси Украинки

## Фильмография
- 1932 — Решающий старт
- 1933 — Люблю
- 1935 — Последний порт
- 1936 — Я люблю
- 1939 — Щорс
- 1940 — Ветер с востока
- 1942 — Александр Пархоменко
- 1944 — Дни и ночи
- 1945 — Это было в Донбассе; Непокорённые
- 1947 — Подвиг разведчика; Третий удар

## Награды и премии
- Орден «Знак Почёта» (1940)[2].
- Сталинская премия второй степени (1948) — за фильм «Подвиг разведчика» (1947)